# Boris Salchow

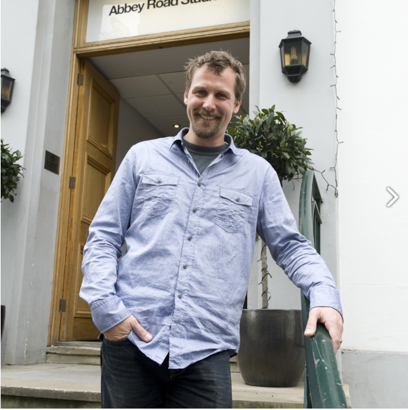
Boris Salchow

Boris Salchow (* 1973 in Hamburg) ist ein in den USA lebender deutscher Komponist.

## Werdegang
Boris Salchow wuchs in Hamburg auf. Seine frühe musikalische Ausbildung basierte auf den Traditionen klassischer Komponisten wie Schostakowitsch, Mahler und Dvorak. Später komponierte und musizierte er in Bands, wobei er seine klassischen Bezüge mit zeitgenössischen Einflüssen von Aphex Twin, Squarepusher und Neurosis verband. Unter dem Künstlernamen „Pulsenoir“ komponierte Salchow Instrumental- und experimentell-elektronische Musik.

## Musikalisches Wirken
Salchow zog 2005 in die USA. Er begann seine Komponistentätigkeit mit Werbe- und Filmmusik für führende deutsche Fernsehsender, aber auch die Universal Studios, die in Deutschland einen Science-Fiction-Kanal mit seiner Musik starteten. Er schrieb ebenfalls die Filmmusik zu Fernsehserien wie Bodyguard – Dein Leben in meiner Hand, Balko, Flemming oder Wolffs Revier. Auch für zahlreiche Videospiele schrieb Salchow die Musik, ferner für Werbespots von Audi und Adidas.
Die auf ZDFneo gesendeten Dokumentationen Deutschland von oben und Russland von oben gewannen erheblich durch Salchows Musik, die genauestens auf die Bildinhalte abgestimmt war.
Die Musik für Deutschland von oben wurde teilweise von der Neuen Philharmonie Westfalen gespielt, die hierfür auch auf Tournee ging.

## Filmografie (Auszug)
- 2008: 80 Minutes
- 2010: Deutschland von oben
- 2016: Nur nicht aufregen! (Fernsehfilm)
- 2017: Wilsberg: Alle Jahre wieder[3]
- 2019: Russland von oben
- 2021: Das Riesending

## Musik für Videospiele
- Dead Rising (2016)
- Sunset Overdrive (2014)
- Resistance 3 (2011)
- Ratchet & Clank: A Crack in Time (2009)
- Resistance 2 (2008)
- Rainbow Six Vegas 2
- Balko (2007)